# Витале, Филиппо
Фили́ппо Вита́ле (итал. Filippo Vitale; ок. 1585, Неаполь — 18 марта 1650, Неаполь) — итальянский живописец и гравёр эпохи барокко неаполитанской школы. Был одним из членов кружка караваджистов, сформировавшегося вокруг валенсийца Хосе де Риберы.

## Жизнь и творчество
Витале входил в круг неаполитанских художников-караваджистов, таких как Хуан До, Агостино Бельтрано и Аньелло Фальконе, который приходился ему зятем. В первые годы он был связан с мастерской караваджиста Карло Селлитто, учеником которого, по-видимому, был. Именно Витале завершал алтарный образ «Распятие» церкви Санта-Мария-ин-Космедин-а-Портанова, которое Селлитто оставил незавершённым из-за своей смерти в 1614 году.
1 октября 1612 года Филиппо женился на вдове живописца Томмазо Де Розы (? —1610), Катерине Ди Мауро и усыновил её пятерых детей. Из них двое также стали художниками: Джован Франческо (1607), известный как Пачекко Де Роза, и Диана (1602), известная как Аннелла Де Роза; его приемная дочь Мария Грация (1605) позднее вышла замуж за валенсийского живописца Хуана До (Juan Do).
У Филиппо и Катерины также было шестеро детей, в том числе Карло Андреа (1613), крестными родителями которого были вышеупомянутый Карло Селлитто и Джованна Граузо, мать Ваккаро, АндреаАндреа Ваккаро; их третья дочь Орсола Маргерита (1620) в 1639 году вышла замуж за Аньелло Фальконе.
Его первые документально подтверждённые работы (с конца 1616 до середины 1619 года) — серия плафонных росписей церкви Аннунциаты в Капуе (совместно с Караччоло и Джованни Винченцо Форли): «Благовещение», «Рождество», «Обрезание Христа» и «Сошествие Святого Духа на апостолов» (росписи были повреждены в 1943 году бомбардировками во время Второй мировой войны и испорчены неудачной реставрацией в 1960—1970-х годах).
Манера живописи Витале была характерно резкой, что подчёркивалось эффектами светотени со скрытыми источниками света, что типично для караваджистов, хотя со временем, примерно с 1620-х годов, эта манера несколько смягчилась благодаря влиянию Массимо Станционе и болонских художников Доменикино и Ланфранко, работавших в Неаполе. Его новый стиль имел большой успех, что в некоторых случаях приводило к своего рода серийному производству картин его мастерской. Немалую роль сыграл и его пасынок Пачекко де Роса, ставший преемником Витале в управлении мастерской и который в итоге превзошёл своего учителя. Предположительно, большое количество произведений следует считать результатом сотрудничества обоих художников. Витале также писал портреты по заказам влиятельных лиц.

## Галерея

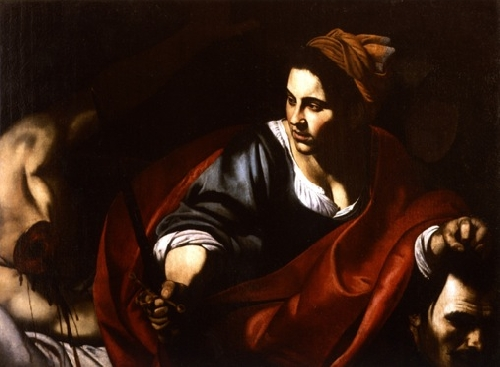
Юдифь с головой Олоферна. Холст, масло. Частное собрание, Неаполь
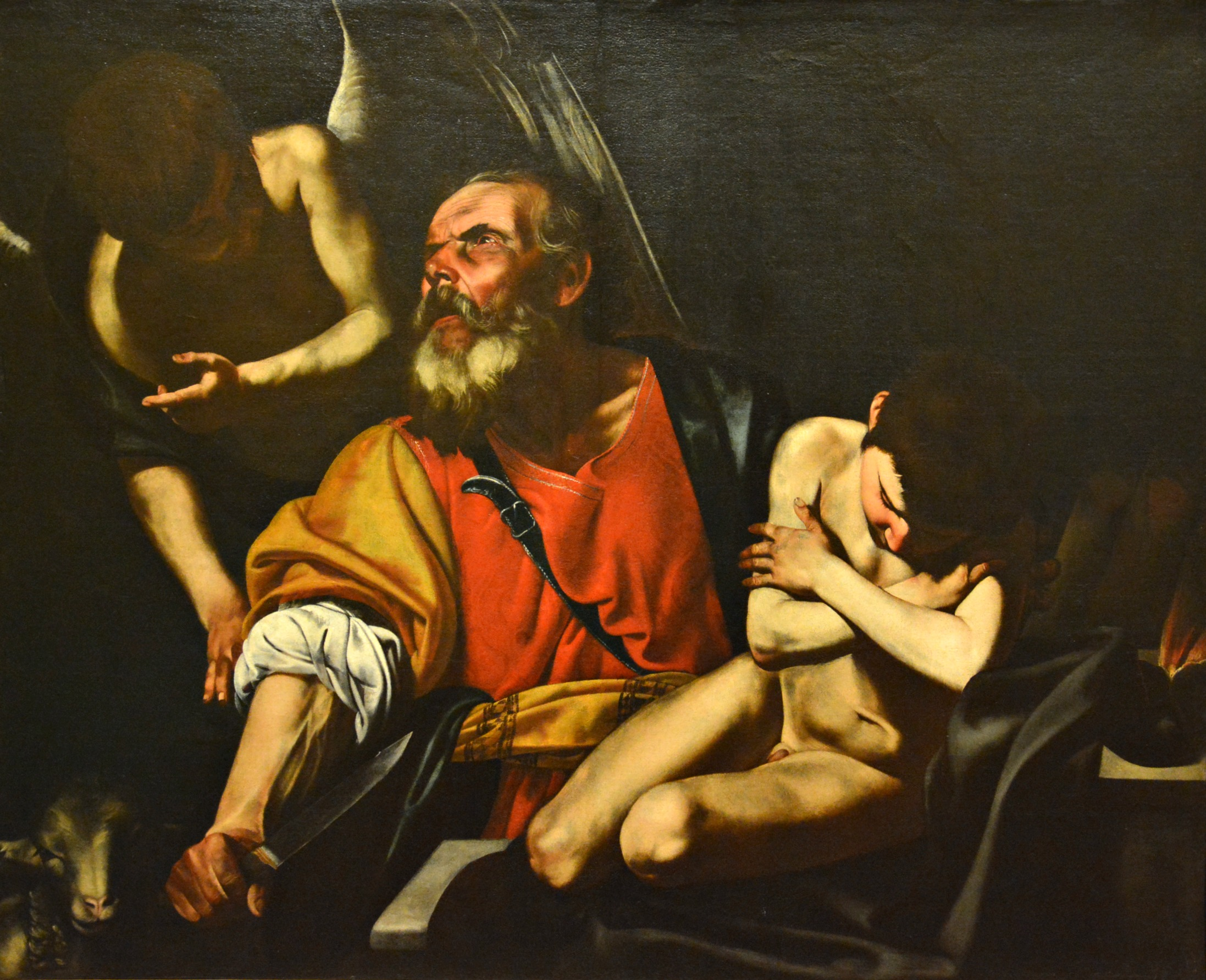
Жертвоприношение Исаака. Между 1615 и 1620. Холст, масло. Галерея Каподимонте, Неаполь
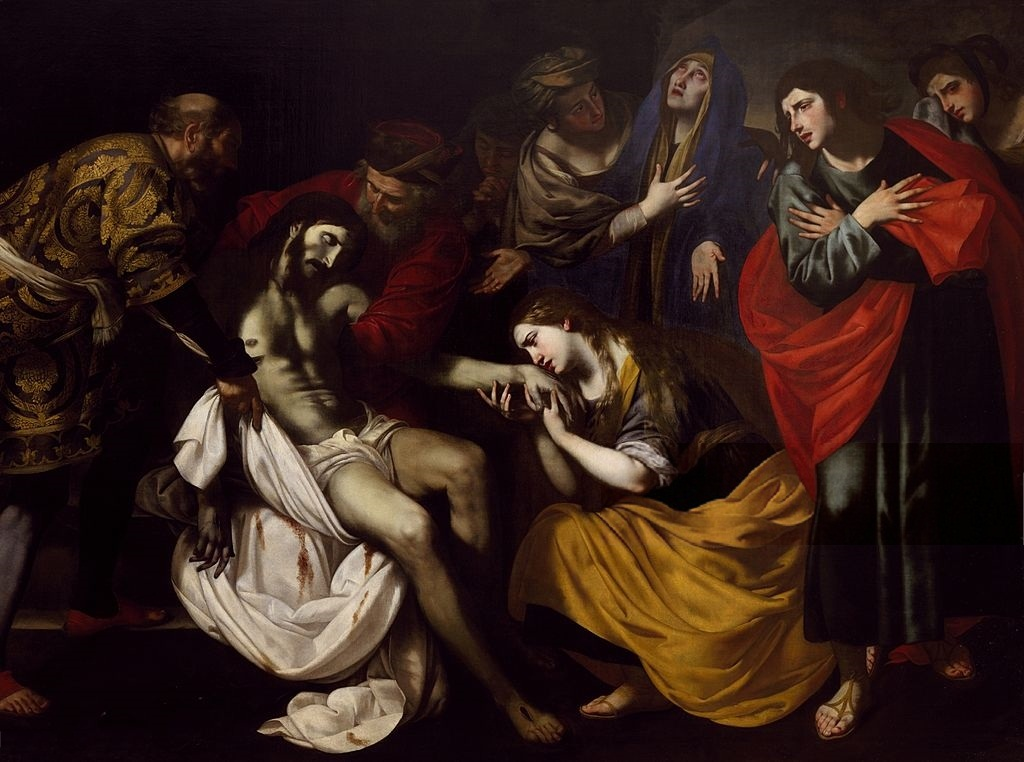
Пьета с Иоанном Евангелистом, Мадонной, Иосифом Аримафейским и Марией Магдалиной. Холст, масло. Церковь Санта-Мария-Реджина-Чели, Неаполь
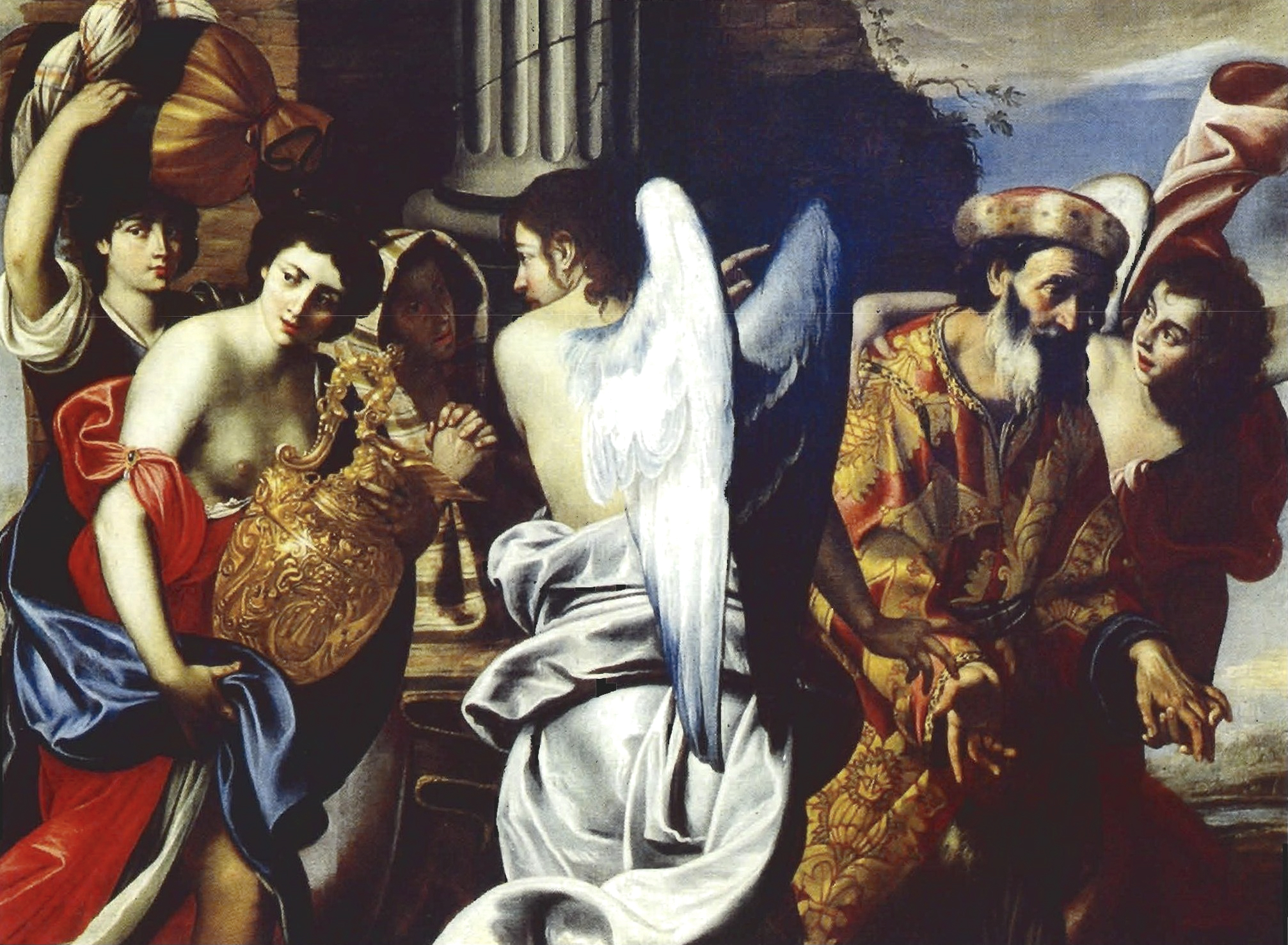
Бегство Лота из Содома. 1650. Холст, масло. Частное собрание
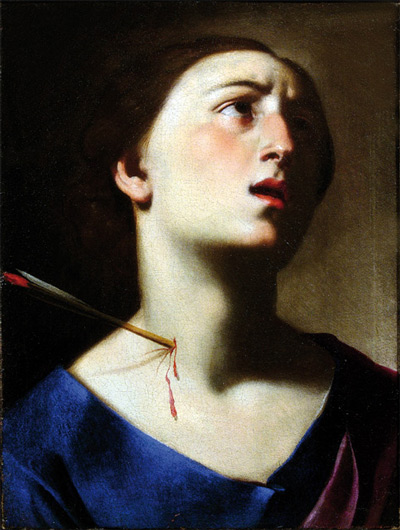
Святая Урсула. Холст, масло. Галерея Сильвано Лоди, Милан
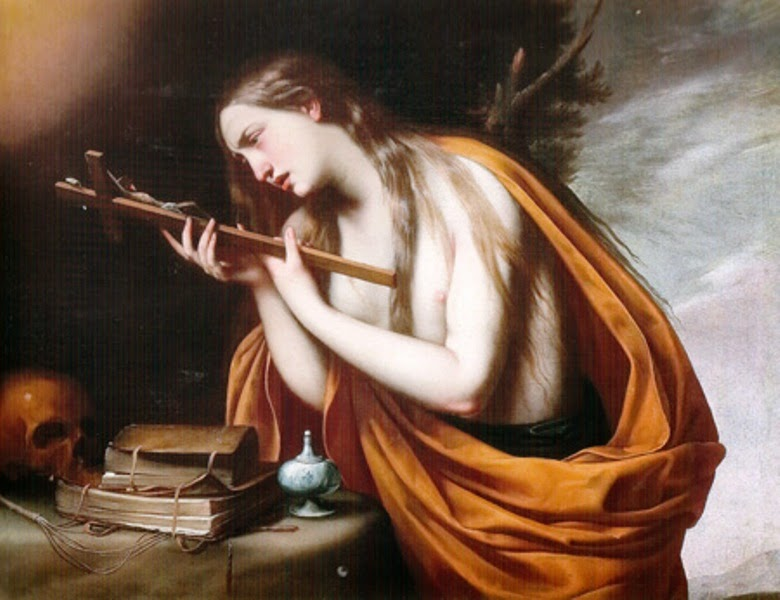
Кающаяся Магдалина. Холст, масло. Галерея Сильвано Лоди, Милан